# غوله (روستا)
 غوله  (در عربی:  الغُولة )
نام روستایی است در عزلهٔ (مخلاف العود)، در دهستان الغُربان از توابع استان 
عَدَن در کشور یمن در شبه جزیره عربستان. 

## جمعیت
جمعیت آن (۲۰۱ ) نفر (۱۷ خانوار) می‌باشد.